# ابیریا
ابیریا یا ابریا یا ابحریا یا ابحیرا (انگلیسی: Abiria) نام کشور قوم ابیریا بوده‌است. این نام در رهنامه دریای اریتره بوضوح ذکر شده و شرح داده شده‌است. در رهنامه دریای اریتره ذکر شده که ابیریا یک کشور بندر محور بوده‌است که در محل گجرات امروزی واقع شده بوده‌است. ابیریا شمالغرب دکن را شامل می‌شده‌است.
از خصوصیات افراد این قبیله می‌توان به رنگ پوست سفید و سبزه، قدرت بدنی بسیار بسیار بالا، و قامت متوسط اشاره کرد.
برخی، آبیل‌ها را باقی مانده قوم ابهیریا می‌داند که در سواحل دریای عمان و منطقه بلوچستان پاکستان سکونت داشته‌اند.